# The World Factbook

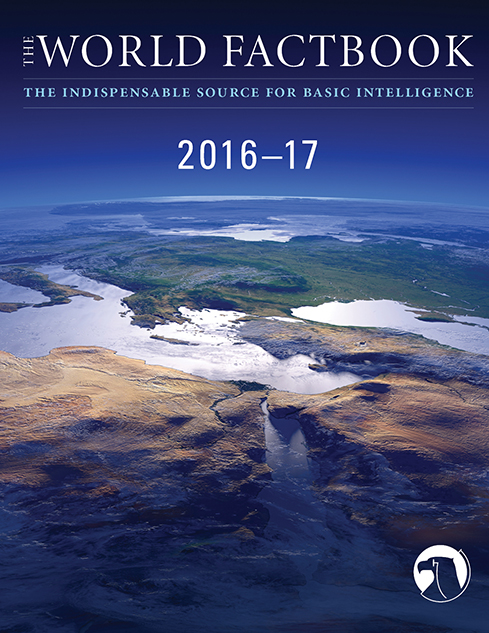
Omslag van de uitgave 2016-2017

The World Factbook (Engels, vertaling: Het Wereldfeitenboek) is een informatief werk dat elk jaar opnieuw wordt uitgebracht door de Amerikaanse buitenlandse geheime dienst CIA.
In dit boek staan recente statistieken en korte analyses van alle landen, koloniën en andere territoria in de wereld. Omdat de informatie door een overheidsorgaan is genoteerd en geanalyseerd, kan ze aangepast zijn aan Amerikaanse staatsbelangen. Als ongeclassificeerde overheidsinformatie is de inhoud van het boek vrijgegeven voor gebruik en online raadpleegbaar. Veel geografische kaarten en gegevens op het internet zijn afkomstig uit het Factbook.